# Bodola

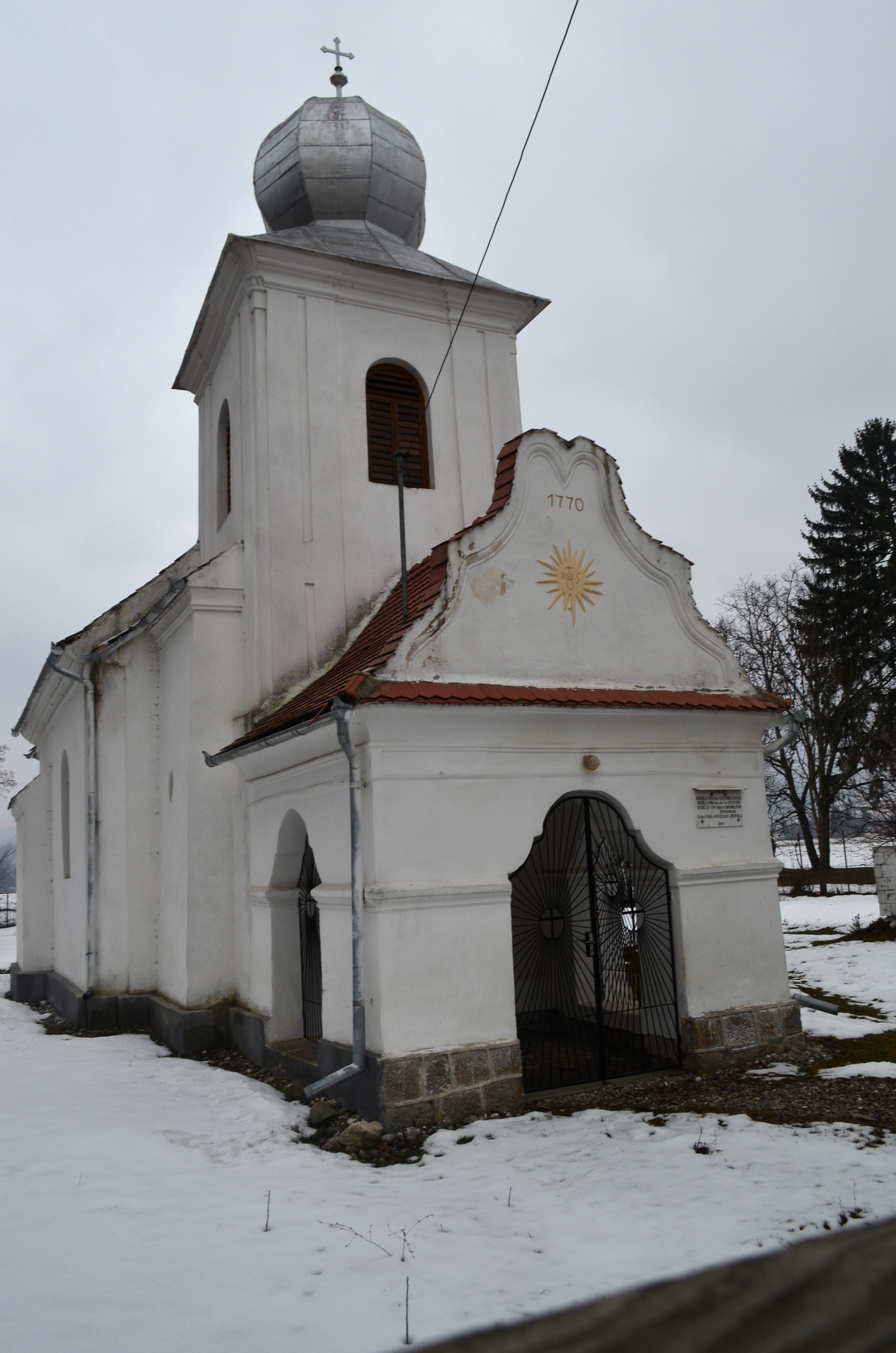
A római katolikus kápolna

Bodola (románul Budila, németül Bodila vagy Bodeln, szászul Budille) falu Romániában, Erdélyben, Brassó megyében. Brassótól 17 km-re keletre, a Tatrang folyó partján fekszik, Bodola község központja.

## Nevének eredete
Szláv eredetű személynévből keletkezett (vö. délszláv Budilo). Első említése egy 1294-es oklevél 1366-os másolatában: Budula.

## Története
Magyar lakói a hagyomány szerint székely eredetűek. Mivel a Tatrang gyakran változtatta a medrét, a középkorban csak úgy tudott fennmaradni, hogy lakói állandóan újraépítették és erősítették a gátakat, védekeztek az árvizek ellen. 1377-től néhány évtizedig a törcsvári uradalomhoz tartozott. 1466-ban már állt vára. 1471-ben románok is lakták. 1476-tól egyedüli tulajdonosa a Béldi család lett, aki korábban is birtokos volt a faluban. Ennek köszönhetően a falu a továbbiakban nem Brassó vidékéhez, hanem Fehér, a későbbiekben Felsőfehér vármegyéhez tartozott. A 15. század végétől kezdve, amikor a Béldiek beházasodtak a Teel-birtokba, az uradalom központja volt.
A 16. század folyamán a reformáció nem tudott gyökeret verni, mivel a Béldiek kitartottak a római katolikus vallás mellett. A század végén a számukra másolták az ún. Béldi-kódexet, a Képes krónika egy részének szövegével. Ekkor a faluközösséget váltva mindig egy magyar bíró, egy magyar és egy román esküdtpolgár vezette. 1599-ben Vitéz Mihály dúlatta föl a székelyekkel, mivel Béldi János rokonságban állt ellenfelével, Mihnea Turcitul korábbi havasalföldi vajdával. Az 1620-as években Béldi Kelemen hatalmas anyagi áldozatok árán megerősítette a várkastélyt, benne kőházakat, pincéket és kerteket is létesített. Magyar lakói 1640 körül, Béldi János alatt tértek át a református hitre.
1658-ban a Bodza-szoroson át betörő tatárok égették föl. Miután 1678-ban Béldi Pál Törökországba menekült, I. Apafi Mihály a brassói szászokkal és a székelyekkel leromboltatta a várat. Megbízottjai kínvallatásokkal kerestették Béldi elrejtett vagyonát. Apafi ekkor az uradalom egyik felét zabolai Mikes Kelemennek adta. Ettől kezdve maga a falu is részben Béldi-, részben Mikes- birtok volt (a románok az előbbieket Beldea, az utóbbiakat Michiș néven ismerték).
1690-ben Thököly Imre felgyújtatta. 1698-ban 21 román és 19 magyar jobbágycsalád, 11 román és 5 magyar zsellércsalád lakta. 1770-ben a katolizált Béldi Tivadar jobbágyait is áttérítette új hitére, azonban római katolikus anyaegyházat az egyházközség nem alkotott, hanem mindvégig Türkös filiája maradt. Ő telepítette be cigány lakosságának őseit is. 1778-ban a katolikus Béldiek grófi címet kaptak, ezután a faluban megkülönböztettek "gróf" és "nemes" Béldieket. Az 1820-as–1830-as években a prázsmáriak a Tatrangon őrlő-, ványoló és kallómalmokat építettek, amelyek folyamatosan árvizeket okoztak. 1848 októberének végén a hétfalusi románok felforgatták udvarházait. 1848. december 5-én a háromszéki nemzetőrök foglalták el.
1865-ben 16 934 holdas határának 80%-a volt erdő, 8%-a kaszáló, 6%-a legelő és csak 5%-a szántó. A Mikesek szeszgyárat alapítottak. 1876-ban Háromszék vármegyéhez csatolták. 1885-ben református és ortodox iskoláját megszüntették, ezután mind a magyar, mind a román gyermekek a magyar tannyelvű állami iskolát látogatták. A 19. század végén a Béldi családba benősült Nemes család is birtokhoz jutott. A 20. század elején a nagygazdaságok lovat, szarvasmarhát és sertést tartottak, komlót és gyümölcsöt termesztettek. 1924-ben érte el a vasút. 1926-ban Brassó megyéhez csatolták. 1960-tól pár évig itt működött a később Prázsmárra költöztetett mezőgazdasági szakiskola.

## Látnivalók

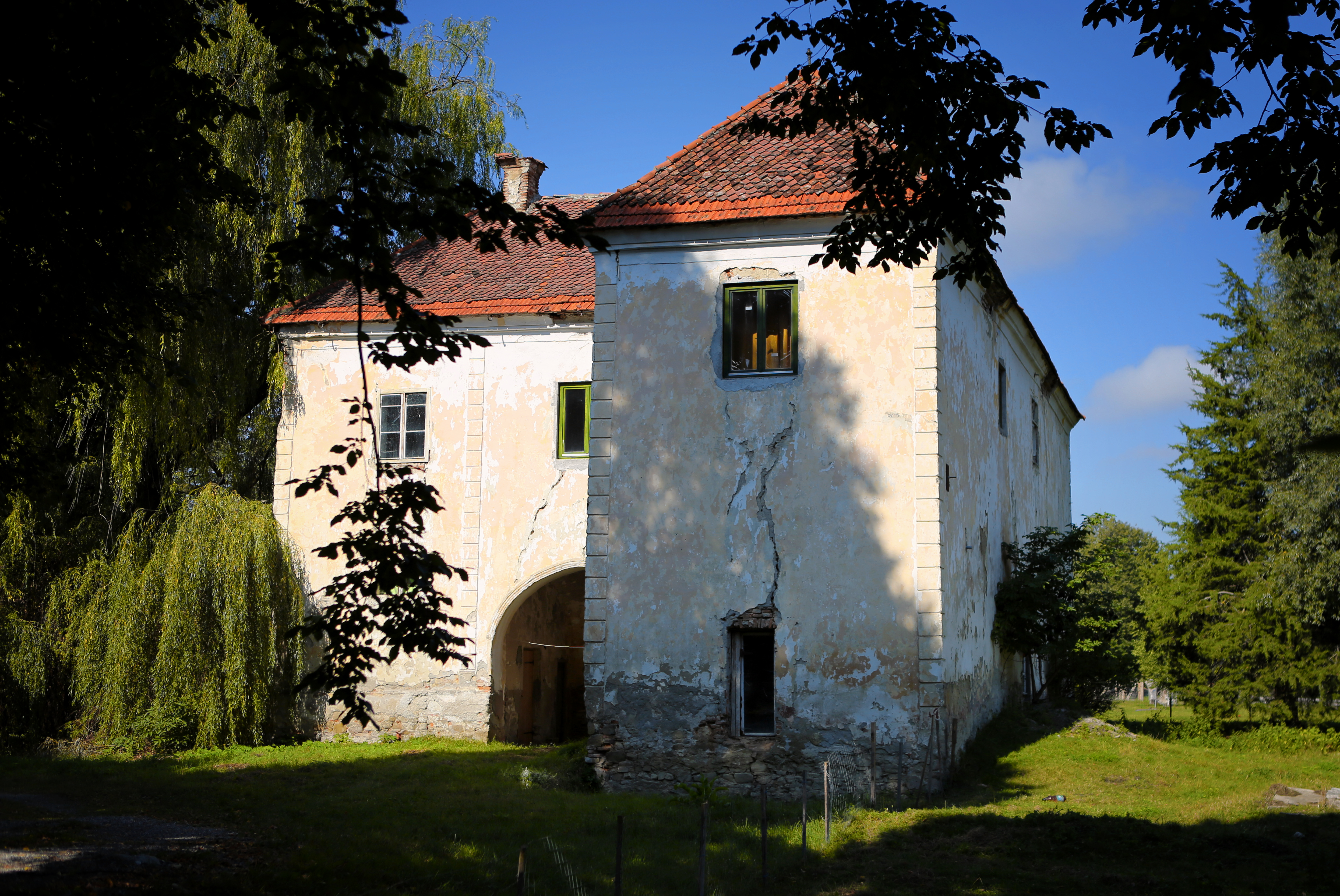
A Mikes-kastély keletről

- Béldi-kastély egy ősfenyves park közepén. 1731-ben Béldi László kezdte építését, majd az 1770-es években bővítették, a 19. század végén pedig Pákey Lajos tervei szerint átalakították. Ma a polgármesteri hivatal működik benne.
- Ennek közelében az 1762-ben, barokk stílusban épült római katolikus kápolna.
- A Béldi család másik kastélya, pártázatos portikusszal és sarokbástyákkal és különálló kapuépülettel, 1751-ben épült. A faluban található még egy 19. század végi Mikes-kastély és egy romos Nemes-udvarház is.
- A református templom eredetileg középkori, mára teljesen átalakították.
- A régi ortodox templom 1834-ben épült.[3]

## Lakossága
1850-ben 1568 lakosából 718 magyar, 637 román és 197 cigány, felekezeti szempontból 833 ortodox, 472 református és 251 római katolikus volt.

1900-ban 1813-an lakták, közülük 1015 magyar és 796 román anyanyelvű, 804 ortodox, 706 református, 238 római katolikus és 51 evangélikus vallású. 48%-uk tudott írni–olvasni, a nem magyar anyanyelvűek 47%-a beszélt magyarul.

A 2002-es népszámlálás szerint 3484 lakosából 2361 román, 801 magyar és 321 cigány (utóbbiak száma jóval nagyobb), 2377 ortodox, 636 református, 264 pünkösdista és 124 római katolikus vallású volt.